# Charles de Bourbon (Naundorff)
Pour les articles homonymes, voir Naundorff, Charles de Bourbon et Charles XII.
Ne doit pas être confondu avec Charles-Edmond Naundorff, Charles Louis Naundorff ou Louis-Charles Naundorff.
Succession
Prétendant naundorffiste aux trônes de France et de Navarre
(branche française)
9 janvier 1960 – 21 décembre 2008
(48 ans, 11 mois et 12 jours)
Charles Louis Edmond de Bourbon, né le 18 juin 1929 à Neuilly-Saint-Front (Aisne) et mort le 21 décembre 2008 dans le 13e arrondissement de Paris, est un prétendant naundorffiste au trône de France, sous le nom de Charles XII,, en tant que descendant de Karl-Wilhelm Naundorff, le plus célèbre de ceux qui, au XIXe siècle, prétendirent être le dauphin Louis XVII, fils du roi Louis XVI et de Marie-Antoinette d'Autriche, officiellement mort à la tour du Temple.

## Famille
Charles Louis Edmond de Bourbon est né 18 juin 1929 à Neuilly-Saint-Front, de Charles Louis Mathieu de Bourbon (1875-1944) dit duc de Berry, et de Marie Laure Flore Babron (1900-1954)
Il est né trois ans avant le mariage religieux de ses parents, célébré le 1er juin 1932 en l'église Notre-Dame-de-l’Espérance d’Ivry-sur-Seine. De ce fait, son père le considère comme non dynaste au profit de la branche cadette émigrée au Canada.
Il épouse le 20 août 1951 Jacqueline Lucienne Brun (1930-1982), dont il divorce le 29 septembre 1976, sans postérité.
Il se remarie civilement le 24 décembre 1986, puis religieusement le 14 mars 1987 en l'église Saint-Thibaut de Marly-le-Roi (peut-être  l'église Saint-Vigor de Marly-le-Roi, qui possède un autel dédié à saint Thibaut), avec Renée Paulette Divoux (elle-même divorcée de Ferencz Horváth), dont il a déjà un fils, Hugues Charles Guy de Bourbon (né en 1974, alors que son père n'a pas encore divorcé de sa précédente épouse Jacqueline Lucienne Brun, donc non dynaste selon ses cousins canadiens) — lequel renonce à toutes prétentions en faveur de l'aîné de la branche canadienne.

## Prétentions royales
Chaque année, Charles de Bourbon organise des commémorations pour les anniversaires de « ses » ancêtres et, par le biais de la presse et de son bulletin mensuel, il tente de prouver sa filiation. Il utilise également un Bulletin de l'Institut Louis XVII pour délivrer des messages politiques et spirituels.
Charles de Bourbon se pose en héritier de la couronne de France et a réuni autour de lui un certain nombre de partisans qui forment son comité de soutien. Il se présente comme « Son Altesse royale, le prince Charles de Bourbon, comte de Poitiers », de jure « Charles XII de France ».
Mais le titre lui est contesté — notamment par l'un de ses cousins, Charles Louis de Bourbon (Charles XIII) (1933), chef de la branche canadienne de la descendance de Naundorff — pour plusieurs raisons :
- l'invraisemblance, soulignée par la plupart des historiens, des allégations de son ancêtre Karl-Wilhelm Naundorff, horloger prussien qui n'a jamais apporté aucune preuve tangible de ses origines royales[réf. nécessaire] ;
- l'analyse génétique du cœur de l'enfant mort au Temple en 1795 et conservé par le duc Jacques de Bauffremont : ces analyses ADN, pratiquées en 2000 à l'initiative de l'historien Philippe Delorme, ont prouvé que la relique appartenait bien à un descendant des Habsbourg-Lorraine par la mère et pourrait être celui de Louis XVII (1785-1795) ou de son frère aîné Louis-Joseph (1781-1789), les analyses ne pouvant malheureusement pas conclure sur la lignée masculine ;
- quand bien même Karl-Wilhelm Naundorff aurait été Louis XVII, son héritier Charles de Bourbon est né avant le mariage religieux de ses parents — et, quant à son fils, Hugues de Bourbon (1974), né d'une liaison extraconjugale, il serait frappé d'incapacité dynastique en application des anciennes lois fondamentales du royaume de France[réf. nécessaire].

Après une plainte du prince François-Xavier de Bourbon-Parme (1889-1977) et du duc de La Rochefoucauld[Qui ?], Charles de Bourbon a été condamné par la cour d'appel de Paris en 1954 à l'interdiction de prétendre appartenir à la Maison de Bourbon.

## Armoiries
| Blason | Blasonnement : D'azur à un sacré-cœur de gueules accompagné de trois fleurs de lys d'or. Commentaires : En 1879, Louis-Charles de Bourbon (« Charles XI ») (1831-1899) et sa sœur Amélie (1819-1891) décident de porter le Sacré-Cœur en « abîme » sur l'écu traditionnel des rois de France aux trois fleurs de lys. |